# Europapokal der Landesmeister (Handball) 1984/85
Dieser Artikel beschreibt den Europapokal der Landesmeister im Handball der Saison 1984/85. Es war die 25. Austragung des Wettbewerbs.

## 1. Runde
|                   | Gesamt |                          | Hinspiel | Rückspiel |
| ----------------- | ------ | ------------------------ | -------- | --------- |
| TJ Škoda Plzeň    | 28:27  | Initia Hasselt           | 16:13    | 12:14     |
| Steaua Bukarest   | 66:41  | Ionikos Athen            | 36:25    | 30:16     |
| SKA Minsk         | 77:50  | BK-46 Karis              | 37:28    | 40:22     |
| FH Hafnarfjörður  | 73:37  | Kolbotn IL               | 34:16    | 39:21     |
| HV Herschi Geleen | 53:19  | HB Liverpool             | 23:10    | 30:09     |
| SMUC Marseille    | 45:43  | Pallamano Cierre Scafati | 24:16    | 21:27     |
| CSKA Sofia        | 55:38  | Yenisehir Horta Ankara   | 30:20    | 25:18     |
| HB Dudelange      | 22:38  | RTV Basel                | 13:16    | 09:22     |
| SC Magdeburg      | 57:38  | ATSE Graz                | 28:19    | 29:19     |
| Atlético Madrid   | 38:24  | Hapoel Rehovot           | 17:12    | 21:12     |

Metaloplastika Šabac, Wybrzeże Gdańsk, Honvéd Budapest, TV Großwallstadt, Gladsaxe Kopenhagen und Dukla Prag hatten ein Freilos und stiegen damit direkt in die 2. Runde ein.

## 2. Runde
|                      | Gesamt |                        | Hinspiel | Rückspiel |
| -------------------- | ------ | ---------------------- | -------- | --------- |
| Metaloplastika Šabac | 64:44  | TJ Škoda Plzeň         | 36:18    | 28:26     |
| SKA Minsk            | 46:48  | Steaua Bukarest        | 24:26    | 22:22     |
| Honvéd Budapest      | 51:53  | FH Hafnarfjörður       | 29:27    | 22:26     |
| HV Herschi Geleen    | 45:43  | SMUC Marseille         | 24:20    | 21:23     |
| Wybrzeże Gdańsk      | 44:49  | Dukla Prag             | 24:25    | 20:24     |
| CSKA Sofia           | 31:38  | TV Großwallstadt       | 17:12    | 14:26     |
| RTV Basel            | 38:45  | Gladsaxe IF Kopenhagen | 18:25    | 20:20     |
| Atlético Madrid      | 43:41  | SC Magdeburg           | 28:16    | 15:25     |

## Viertelfinale
|                        | Gesamt |                   | Hinspiel | Rückspiel |
| ---------------------- | ------ | ----------------- | -------- | --------- |
| Metaloplastika Šabac   | 44:37  | Steaua Bukarest   | 24:19    | 20:18     |
| FH Hafnarfjörður       | 48:40  | HV Herschi Geleen | 24:16    | 24:24     |
| TV Großwallstadt       | 38:45  | Dukla Prag        | 23:21    | 15:24     |
| Gladsaxe IF Kopenhagen | 23:48  | Atlético Madrid   | 11:27    | 12:21     |

## Halbfinale
|                      | Gesamt |                  | Hinspiel | Rückspiel |
| -------------------- | ------ | ---------------- | -------- | --------- |
| Metaloplastika Šabac | 62:38  | FH Hafnarfjörður | 32:17    | 30:21     |
| Atlético Madrid      | 33:32  | Dukla Prag       | 16:14    | 17:18     |

## Finale
|                      | Gesamt |                 | Hinspiel | Rückspiel |
| -------------------- | ------ | --------------- | -------- | --------- |
| METALOPLASTIKA ŠABAC | 49:32  | Atlético Madrid | 19:12    | 30:20     |

Hinspiel
Das Hinspiel fand am 13. April 1985 in Šabac statt.
Metaloplastika Šabac: Mirko Bašić, Dejan Lukić – Zlatko Portner (2), Jasmin Mrkonja (6), Veselin Vujović (5), Veselin Vuković (1), Slobodan Kuzmanovski, Mile Isaković (4), Jovica Cvetković, Pero Milošević. Trainer: Aleksandar Pavlović
Atlético Madrid: Lorenzo Rico, Claudio Gómez – Agustín Milián (5), Cecilio Alonso (3), Rafael López León, Juan de la Puente (1), Mikael Strøm (1), Javier Reino (1), Manuel Novales, Paco Parrilla (1), Luis García, Fernando. Trainer: Juan de Dios Román
Schiedsrichter:  Nilsson und Webster
Rückspiel
Das Rückspiel fand am 20. April 1985 im Palacio de Deportes in Madrid statt.
Atlético Madrid: Lorenzo Rico, Claudio Gómez – Cecilio Alonso (5), Mikael Strøm (2), Rafael López León, Luisón García (3), Javier Reino (2), Agustín Milián (3), Manuel Novales (1), Paco Parrilla (1), Chechu (3/1), Juan de la Puente Trainer: Juan de Dios Román
Metaloplastika Šabac: Mirko Bašić, Dejan Lukić – Slobodan Kuzmanovski (2), Jasmin Mrkonja (8/1), Zlatko Portner (1), Veselin Vujović (5), Dragan Tanašič (1), Mile Isaković (6/4), Jovica Cvetković (2), Pero Milošević, Veselin Vuković (3), Miroslav Ignjatović (2). Trainer: Aleksandar Pavlović
Schiedsrichter:  Øyvind Bolstad und Terje Antonsen